# ATP Challenger Barranquilla-2
Das ATP Challenger Barranquilla-2 (offizieller Name: Kia Open) ist ein seit 2025 stattfindendes Tennisturnier in Barranquilla, Kolumbien. Es ist Teil der ATP Challenger Tour und wird im Freien auf Hartplatz ausgetragen.

## Liste der Sieger

### Einzel
| Jahr | Sieger      | Finalgegner   | Ergebnis |
| ---- | ----------- | ------------- | -------- |
| 2025 | Arthur Fery | Bernard Tomic | kampflos |

### Doppel
| Jahr | Sieger                             | Finalgegner           | Ergebnis |
| ---- | ---------------------------------- | --------------------- | -------- |
| 2025 | Benjamin Kittay Cristian Rodríguez | Taha Baadi Dan Martin | 6:2, 6:4 |